# Lev Tolstoi
Lev Nikolàievitx Tolstoi (rus: Лев Никола́евич Толсто́й) (Iàsnaia Poliana, 9 de setembre de 1828 – 20 de novembre de 1910), de vegades anomenat en català Lleó Tolstoi, fou un escriptor rus, considerat un dels grans novel·listes de tots els temps, especialment distingit per obres com ara Guerra i pau i Anna Karènina.

## Ideari
En el seu ideari filosòfic es destaca la noció de resistència pacífica. Aquest ideari va ser expressat en llibres com ara El Regne de Déu és dins vostre i va influir en personalitats del segle xx com per exemple Mohandas Gandhi i Martin Luther King. A més d'escriptor i filòsof, va ser un anarquista cristià, pacifista, reformador de l'educació i vegetarià.
La pedagogia no fou per a Tolstoi una activitat secundària, sinó una preocupació fonamental en la seva vida. S'instal·là a la seva finca rural de Iàsnaia Poliana, on es dedicà a l'educació dels infants dels camperols. Fundà una escola a la seva propietat i d'altres arreu del districte, edità la revista Iàsnaia Poliana i publicà diversos llibres per a l'ensenyament. Tolstoi fou dels primers a reclamar el dret de l'educació per a tothom. Dedicà, així mateix, molt de temps a l'estudi de la geometria, la física, la química, l'astronomia i la zoologia.

## Biografia

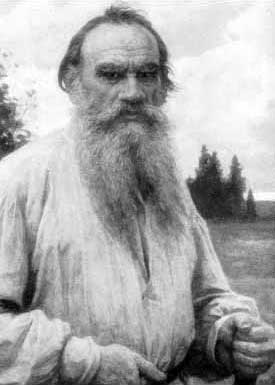
Tolstoi en els darrers anys de la seva vida

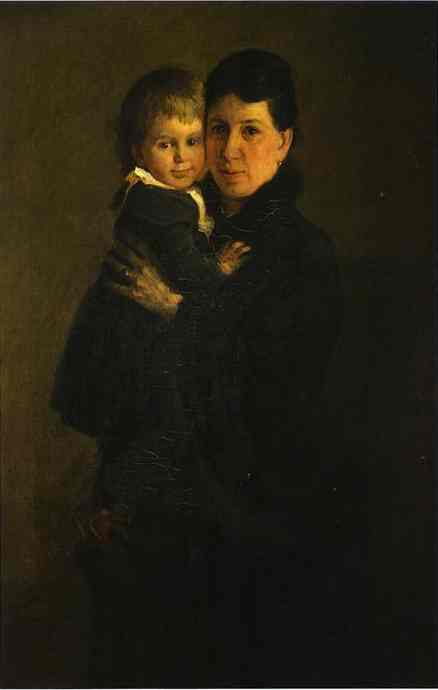
Sófia, la dona de Tolstoi, amb la seva filla Saixa (Alexandra). Saixa li faria de secretària i seria una seguidora del moviment de no-violència del seu pare.

Tolstoi va néixer el 1828 (el 9 de setembre segons el calendari gregorià, el 28 d'agost segons el calendari julià), i era el quart dels cinc fills d'una família aristocràtica. La propietat familiar de Iàsnaia Poliana estava a la regió de Tula. Els pares van morir quan ell era jove i el van criar uns parents. Va rebre una educació particular acurada, pròpia del seu origen social privilegiat. Va estudiar Dret, àrab i turc a la universitat de Kazan des del 1844, amb la intenció d'exercir de diplomàtic. Tanmateix no va acabar els estudis i els professors van dir d'ell que «no vol ni pot aprendre». Va tornar a Iàsnaia Poliana i el 1851 va passar gran part del temps a Moscou i Sant Petersburg. Després de contreure enormes deutes de joc, va acompanyar un dels seus germans grans al Caucas i es va unir a l'exèrcit. En aquella època començà a escriure literatura.
L'evolució que el va fer passar d'una personalitat dissoluta i despreocupada dels anys joves a l'anarquista espiritual i no violent dels darrers anys es va començar a gestar durant dos viatges per Europa: un el 1857 i l'altre entre 1860 i 1861. Viatjar a Europa, per eludir el clima sufocant de repressió política que hi havia a Rússia, ho van fer altres aristòcrates d'inclinacions llibertaris com ara Aleksandr Herzen, Mikhaïl Bakunin i Piotr Kropotkin. Durant la visita de 1857, Tolstoi va assistir a una execució pública a París. L'experiència va resultar traumàtica i el va marcar per sempre, com es pot intuir llegint el que va escriure al seu amic V. P. Botkin:

La veritat és que l'Estat és una conspiració pensada no només per explotar sinó sobretot per corrompre els ciutadans... D'ara endavant, no penso servir cap govern enlloc.

L'itinerari europeu del 1860-61 va anar donant forma a la seva evolució literària i política. Va conèixer Victor Hugo i en va lloar Els miserables, aleshores tot just acabada. En el tractament literari de l'evocació d'escenes de batalla a Guerra i pau es pot detectar una influència del mateix motiu en la novel·la del francès.
Pel que fa a la filosofia política, va ser determinant conèixer l'anarquista francès Pierre-Joseph Proudhon, a qui va visitar el març de 1861 a Brussel·les, on vivia exiliat i amb un nom fals. Els dos homes van repassar l'obra de Proudhon La Guerre et la Paix, que estava a punt de publicar-se, i el títol de la qual ressona en l'obra mestra del rus. Van parlar entre altres qüestions de l'educació. Tolstoi va escriure en un dels seus quaderns:

Si explico aquesta conversa amb Proudhon, és per mostrar que, segons la meva experiència personal, era l'únic home que va entendre la importància de l'educació i de la impremta en els nostres temps.

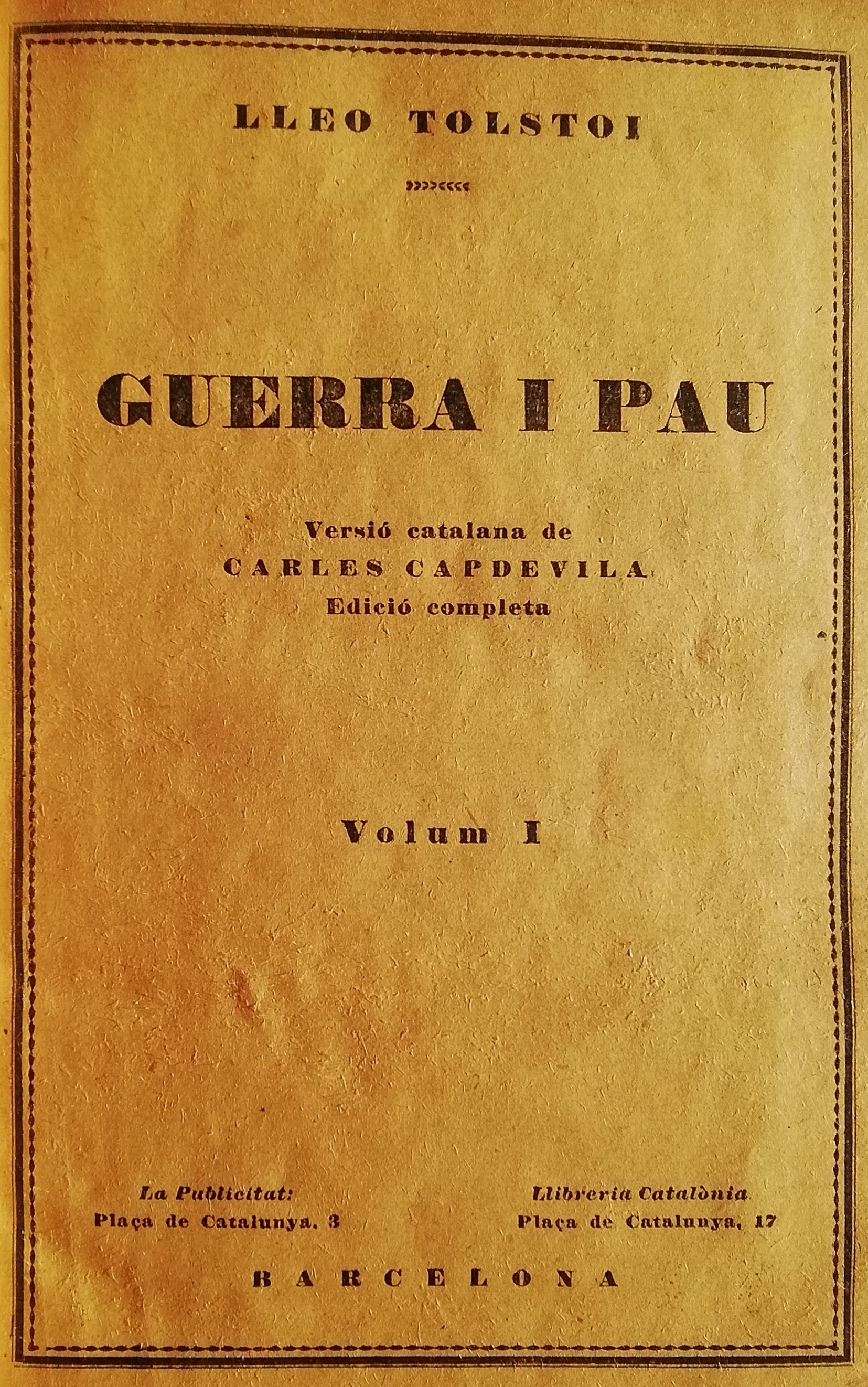
Guerra i Pau de Tolstoi en la traducció catalana de Carles Capdevila publicada a Barcelona l'any 1928

Tolstoi va tornar a Iàsnaia Poliana amb molt d'entusiasme i hi va fundar tretze escoles per als fills dels criats. El 1862 va descriure els innovadors principis llibertaris que les regien, en un assaig, L'escola de Iàsnaia Poliana. Els experiments educatius de Tolstoi van tenir una vida curta, per culpa de l'assetjament de la policia secreta tsarista. Tanmateix l'escola de Iàsnaia Poliana és el primer exemple d'una teoria coherent de l'ensenyament llibertari.
El 23 de setembre de 1862 es va casar amb Sófia Andréievna Bers (1844-1919), 16 anys més jove, amb qui va tenir tretze fills, cinc dels quals van morir durant la infantesa. El matrimoni amb Sófia Bers va quedar marcat des del principi quan, el dia abans del casament, Tolstoi va mostrar els seus diaris a la seva promesa, on explicava amb detall les relacions sexuals amb els servents, i el fet que una de les serventes de la seva hisenda li havia donat un fill; per tant, la relació quedà caracteritzada des del principi per la manca de passió sexual i d'insensibilitat emocional. Tanmateix els primers anys del matrimoni van ser prou feliços, i van permetre a Tolstoi la llibertat suficient per escriure Guerra i pau i Anna Karènina. En canvi els darrers anys, segons A. N. Wilson, van ser molt tristos i difícils. La relació amb l'esposa es va deteriorar a mesura que es radicalitzava en les creences. Volia refusar la riquesa heretada i guanyada, fins i tot renunciant als drets d'autor de les seves primeres obres.
Els fills foren:
- Serguei Lvóvitx Tolstoi (10 de juliol de 1863 - 23 de desembre de 1947), músic i etnomusicòleg
- Tatiana Lvovna Tolstaia (4 d'octubre de 1864 - 21 de setembre de 1950), dona de Mikhaïl Serguéievitx Sukhotin
- Ilia Lvóvitx Tolstoi (22 de maig de 1866 - 11 de desembre de 1933), escriptor
- Lev Lvóvitx Tolstoi (1 de juny de 1869 - 18 d'octubre de 1945), escriptor i escultor
- Maria Lvovna Tolstaia (1871 - 1906), dona de Nikolai Leonídovitx Obolenski
- Piotr Lvóvitx Tolstoi (1872 - 1873), mort infant
- Nikolai Lvóvitx Tolstoi (1874 - 1875), mort infant
- Varvara Lvovna Tolstaia (1875 - 1875), morta al naixement
- Andrei Lvóvitx Tolstoi (1877 - 1916), militar en la guerra russo-japonesa
- Mikhaïl Lvóvitx Tolstoi (1879 - 1944)
- Alexei Lvóvitx Tolstoi (1881 - 1886), mort de nen
- Aleksandra («Saixa») Lvovna Tolstaia (18 de juliol de 1884 - 26 de setembre de 1979), fou la secretària i col·laboradora del seu pare
- Ivan Lvóvitx Tolstoi (1888 - 1895), mort de nen

Els descendents de Tolsoi deixaren Rússia i s'instal·laren en diversos països (Suècia, Alemanya, Estats Units, Regne Unit o França).

## Conversió i darrers anys
Després de llegir El món com a voluntat i representació de Schopenhauer, Tolstoi es va anar convertint a la moralitat ascètica que defensa el llibre. En una carta escrita a A. A. Fet, el 30 d'agost de 1869, s'expressa així:

Sabeu què ha significat per a mi aquest estiu? Un èxtasi constant amb Schopenhauer i tota una sèrie de plaers espirituals que no havia experimentat mai abans. […] Cap estudiant ha estudiat mai tant, ni après tant, en aquest curs com jo aquest estiu.

En el capítol sisè de Confessió, Tolstoi cita el darrer paràgraf de l'obra del filòsof alemany. En aquest paràgraf, s'explica que el no-res que resulta de la negació absoluta d'un mateix és només un no-res relatiu del qual no cal tenir por. Tolstoi va quedar impressionat per la descripció de la renúncia ascètica cristiana, budista i hindú com el camí vers la santedat. Després de llegir paràgrafs com el següent, que abunden en els capítols sobre ètica de Schopenhauer, Tolstoi, el noble rus, escull la pobresa i la negació de la voluntat.

Però aquesta mateixa necessitat de sofriment involuntari (per part dels pobres) per obtenir la salvació eterna s'expressa també en aquestes paraules del Salvador (Mateu 19:24): «És més fàcil que un camell passi pel cós d'una agulla que no pas que un ric entri al regne del Cel». Per tant, qui estava seriosament preocupat per la salvació eterna, escollia voluntàriament la pobresa quan el destí l'hi havia negat i havia nascut ric. D'aquesta manera, Buda Sakyamuni havia nascut príncep, però va adoptar voluntàriament la feina de captaire. Per la seva part, Francesc d'Assís, fundador dels ordes mendicants, un dia que, de jove, participava en un ball en el qual totes les filles dels notables seien juntes, va rebre la pregunta: «I ara, Francesc, no triaràs aviat entre aquestes belleses?» Ell va replicar: «He fet una tria molt més bella». «Qui?» «La povertà (la pobresa)». Poc després es va desprendre de tot i errava pels camps pidolant. (De Schopenhauer, Parerga i Paralipomena, Vol. II, §170)

Les creences cristianes de Tolstoi es basaven en el Sermó de la muntanya i, en concret, en la frase sobre parar l'altra galta, on veia una justificació del pacifisme, la no-violència i la no resistència. Tolstoi creia que ser cristià el convertia en pacifista i, per culpa de la força militar que emprava el govern rus, ser un pacifista el convertia en un anarquista. Se sentia aïllat amb aquestes conviccions i sofria ocasionalment depressions tan fortes que, cada vegada que veia una corda, pensava a penjar-se. Igualment per evitar el suïcidi va amagar les armes de foc i va deixar de caçar. Parla de la seva lluita contra el suïcidi en els capítols 4-7 del seu llibre Confessió.

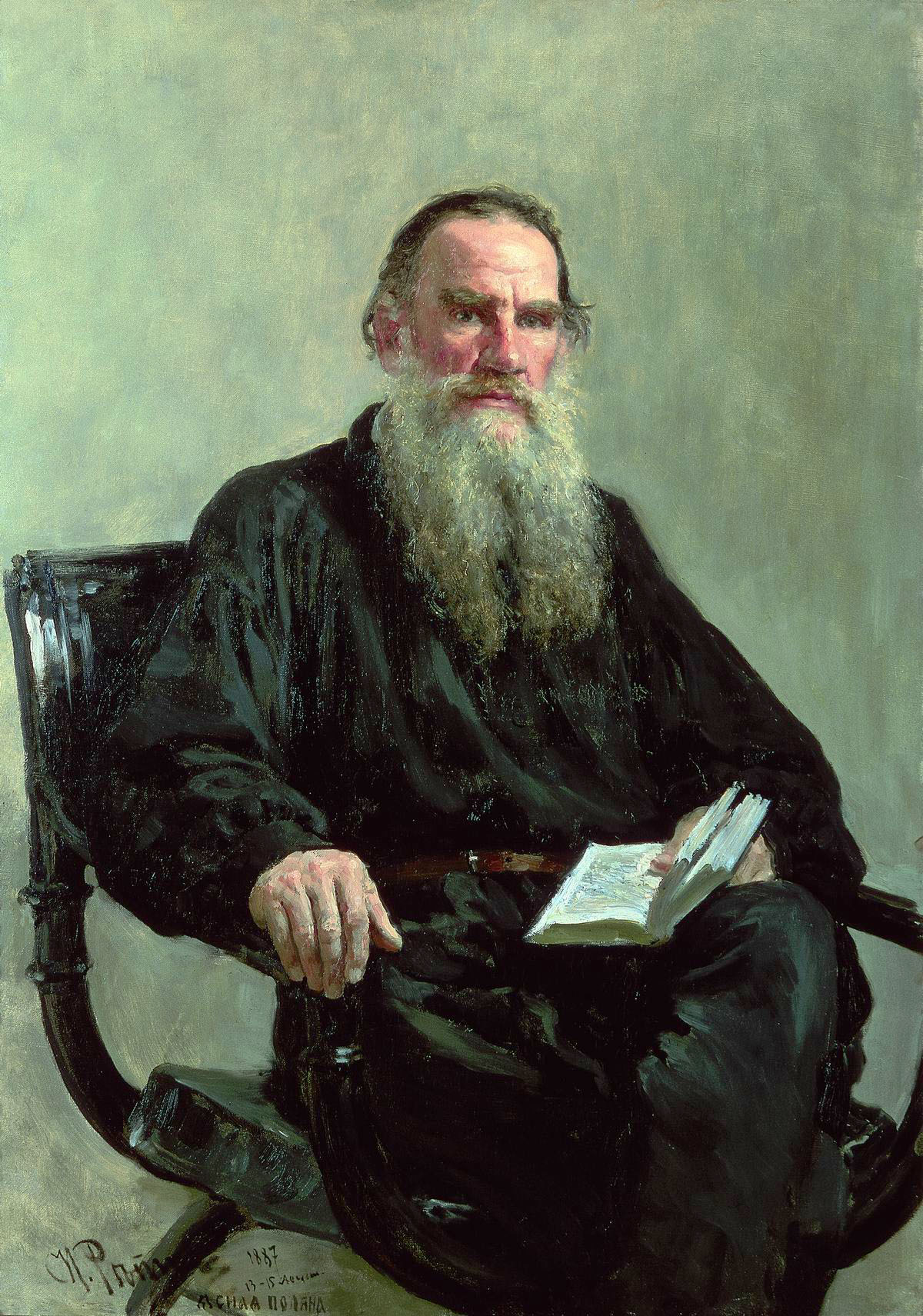
Retrat d'en Lev Tolstoi (1887) d'Ilià Repin.

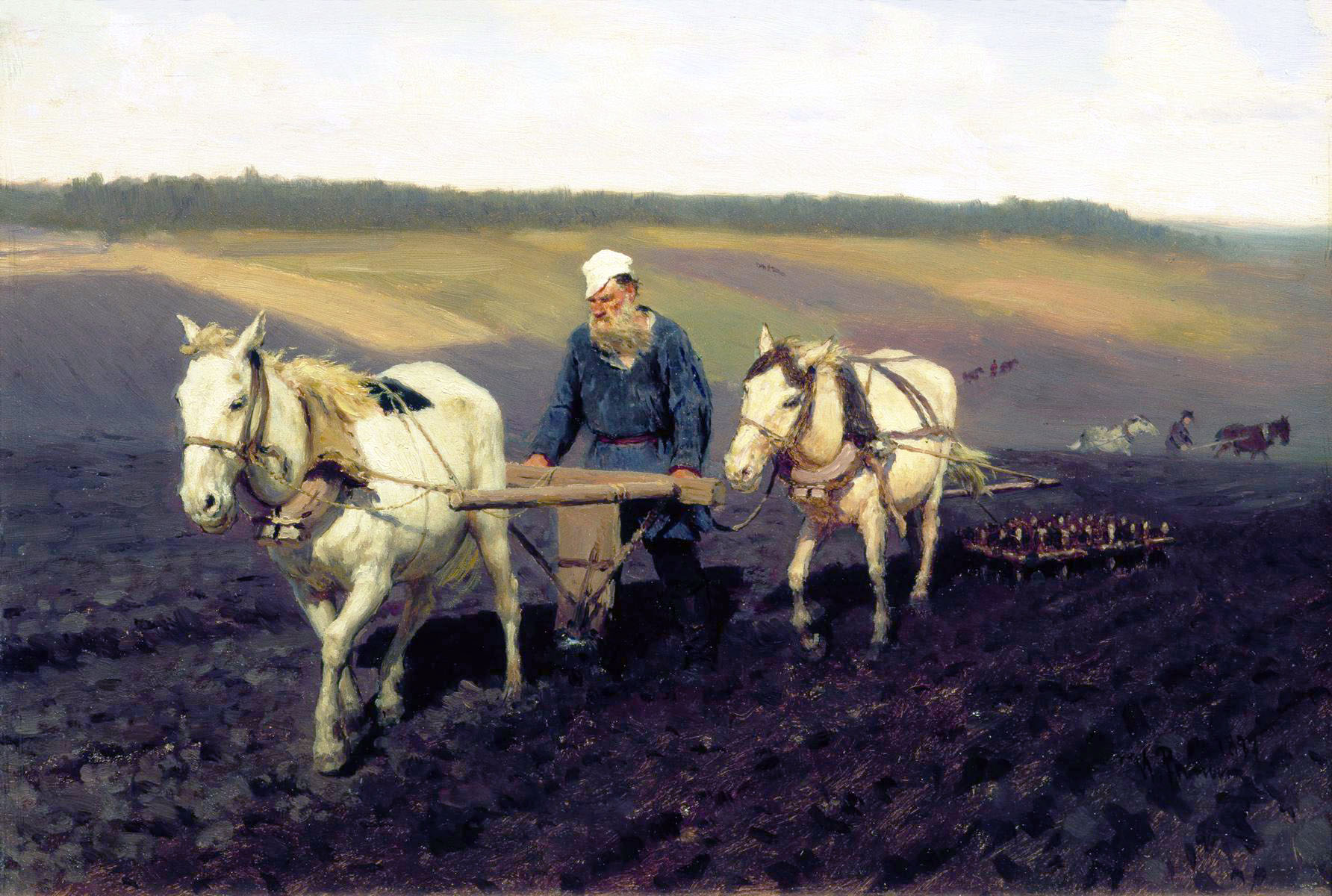
Lev Tolstoi llaurant el camp (1887), d'Ilià Repin.

Tolstoi creia que un autèntic cristià podia assolir la felicitat duradora esforçant-se envers la pròpia perfecció, seguint el manament superior d'estimar els altres i Déu, en comptes de girar-se vers l'Església o l'Estat i trobar un sentit en aquestes institucions. La creença en la no resistència (no-violència) a l'hora d'enfrontar-se a un conflicte és un altre tret distintiu de la seva filosofia basada en els ensenyaments de Crist. Amb El Regne de Déu és dins vostre va influir en Mohandas Gandhi, i a través d'ell ha tingut una gran influència en el moviment de resistència pacífica. Tolstoi també creia que l'aristocràcia era una càrrega per als pobres, i que l'única solució per a viure tots junts era l'anarquisme cristià. També s'oposava a la propietat privada i a la institució del matrimoni, i mantenia uns ideals de castedat i abstinència sexual (Sonata a Kreutzer).
La seva obra tardana és sovint criticada per massa didàctica i per tenir una redacció apedaçada. No obstant això, fan néixer força i passió d'aquesta visió moral austera. L'escena de la temptació de Sergius a Pare Sergius, per exemple, figura entre els seus darrers mèrits. Maksim Gorki explica que Tolstoi, un dia, va llegir-los un paràgraf a ell i a Txékhov fins al punt de posar-se a plorar abans d'acabar-ne la lectura. Altres passatges de l'obra tardana amb una força notable són les crisis d'identitat dels protagonistes de La mort d'Ivan Ilitx i Amo i criat, on el personatge principal (a Ivan Ilitx) o el lector (a Mestre i home) pren consciència de l'estupidesa de les vides dels protagonistes.
Tolstoi va exercir una forta influència en el desenvolupament del pensament anarquista cristià. De fet, es va constituir el grup dels tolstoians, per part de Vladímir Txertkov (1854 - 1936), amic íntim i confident de Tolstoi, per difondre l'ensenyament religiós del gran Lev. En aquest sentit, resulta interessant el que el príncep Piotr Kropotkin va escriure sobre Tolstoi en l'article referent a l'anarquisme cristià de l'edició de 1911 de l'Encyclopædia britannica:

Sense definir-se anarquista, Lev Tolstoi, com els seus predecessors en els moviments religiosos populars dels segles XV i XVI, Petr Chelčický, Denk i molts altres, va adoptar la posició anarquista davant l'Estat i els drets de propietat extraient conclusions de l'esperit general de l'ensenyament de Jesús i de les necessàries directrius de la raó. Amb tota la potència del seu talent va criticar (en especial a El Regne de Déu és dins vostre) amb força l'Església, l'Estat i la Llei en conjunt, especialment, les lleis contemporànies sobre la propietat. Descriu l'Estat com la dominació dels malvats, sostinguts per una força brutal. Els lladres, diu, són força menys perillosos que un Govern ben organitzat. Elabora una crítica enraonada dels danys respecte als beneficis que aporten l'Església, l'Estat i la distribució actual de la propietat. A més, de les lliçons de Jesús, dedueix la norma de la no resistència i la condemna absoluta de totes les guerres. Els seus arguments religiosos queden, tanmateix, tan ben combinats amb els que es deriven d'una observació desapassionada dels mals del present, que la postura anarquista de la seva obra atreu tant el lector religiós com el que no ho és.

En escrits dels seus darrers vint anys de vida, Tolstoi reitera la crítica anarquista a l'Estat i recomana llibres de Kropotkin i Proudhon als seus lectors. A la vegada, rebutja l'adopció de mitjans revolucionaris violents per a l'anarquisme. Per exemple, el 1900 escriu, en un article titulat «Sobre l'anarquia»:

Els anarquistes tenen raó en tot: en negar l'ordre existent i en afirmar que, sense l'Autoritat, la violència no seria pitjor que la de l'Autoritat en les condicions actuals. S'equivoquen només a pensar que l'anarquia es pot instaurar mitjançant una revolució. S'instaurarà només si cada vegada hi ha més gent que no demana la protecció del govern. […] Només hi pot haver una revolució permanent: la revolució moral, la regeneració de l'home interior.

Malgrat els recels envers la violència anarquista, Tolstoi es va arriscar a fer circular els llibres prohibits dels pensadors anarquistes russos. Fins i tot va corregir les proves de Paraules d'un rebel de Kropotkin, que publicaria d'amagat a Sant Petersburg el 1906.
De resultes d'una carta a un diari hindú el 1908 va sorgir una intensa correspondència amb Mohandas Gandhi que va durar poc més d'un any, des d'octubre de 1909 fins a la mort de Tolstoi, el novembre de 1910. La lectura de El Regne de Déu és dins vostre va convèncer el futur Mahatma d'abandonar la violència i d'abraçar la resistència pacífica. L'afinitat entre els dos homes anava des de creure en la no-violència fins a la convicció en la bondat del vegetarianisme. En senyal d'homenatge, Gandhi va batejar com a Colònia Tolstoi el seu segon asram a Sud-àfrica, i en la seva autobiografia va definir Tolstoi com «el major apòstol de la no-violència que ha generat l'època actual».
El 1904, durant la guerra entre Rússia i Japó, Tolstoi va escriure al sacerdot budista japonès Soyen Shaku en un intent en va de proclamar una declaració pacifista conjunta. Altres fets indicatius de les seves creences van ser una defensa del moviment esperantista, o el suport als dukhobors, un grup cristià rus de trets sectaris, amb creences contra l'Estat, l'Església i la guerra. Va cridar l'atenció internacional sobre la persecució de què eren objecte aquests dissidents religiosos per part de les autoritats russes, i els va ajudar a exiliar-se al Canadà.
La mort li va arribar el 1910, al balneari d'Astàpovo, dies després d'aplegar el valor per abandonar la família i les riqueses i emprendre una vida d'asceta errant, tal com havia volgut fer durant molt de temps. L'edat avançada, 82 anys, i l'estat de salut delicat van convertir en fatal la pneumònia que va contreure en ple hivern. El dia del seu funeral milers de camperols van omplir els carrers; la policia va tractar de limitar l'accés al seu enterrament, però els camperols van sortir al carrer a milers. No obstant això, alguns pagesos van dir que, a part de saber que «algun noble havia mort», sabien poc més sobre Tolstoi.
Tolstoi tenia a més opinions pròpies sobre altres tradicions religioses. En referència als jueus, el que en va dir permet intuir la seva visió del món. S'hi refereix com «l'ésser sagrat que va dur del cel el foc etern i amb ell va il·luminar tot el món. És la font, l'origen, la deu d'on tots els altres pobles han tret les creences i religions. El jueu és el pioner de la llibertat. El jueu és el pioner de la civilització. El jueu és l'emblema de l'eternitat».

## L'obra

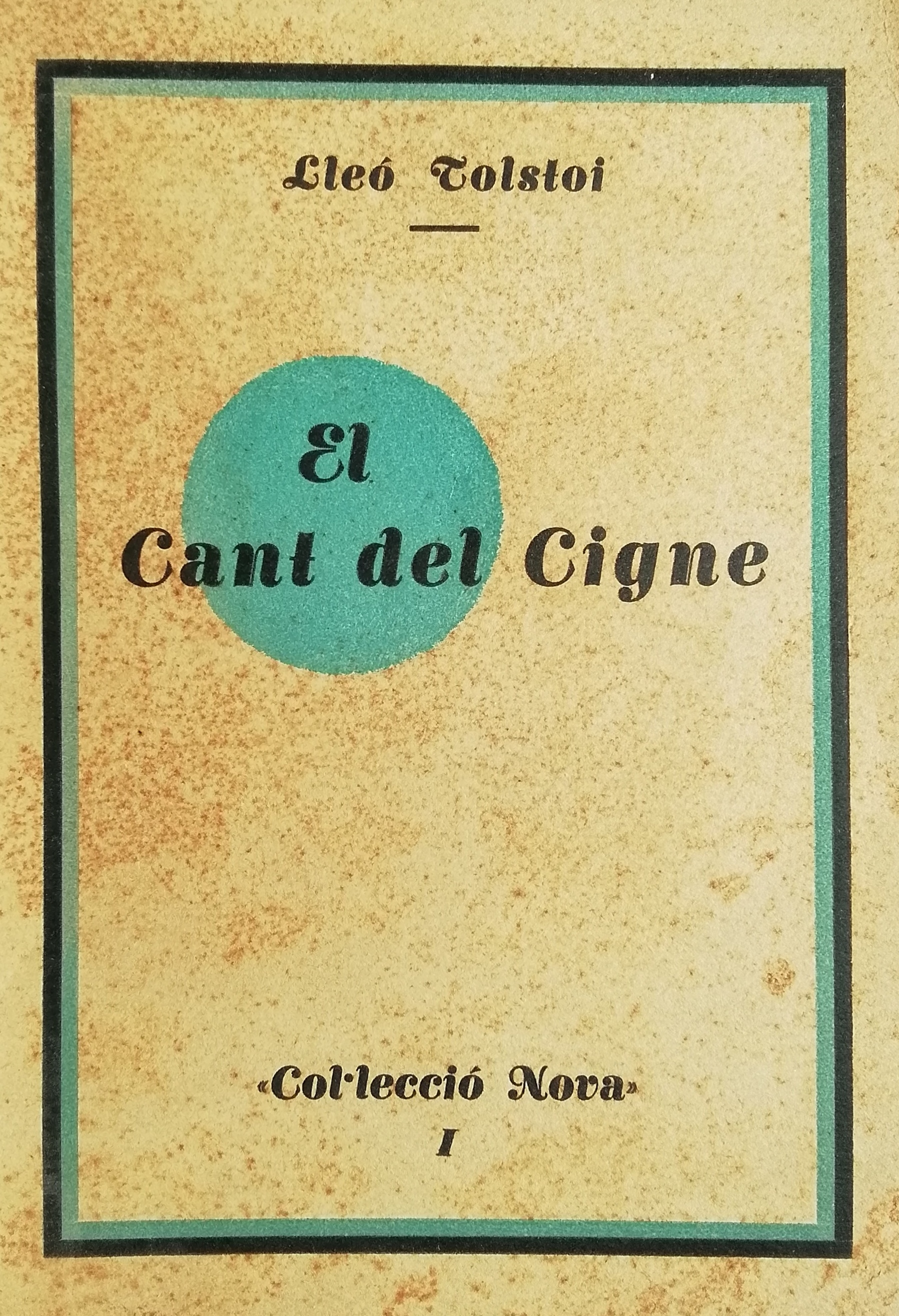
El Cant del Cigne, novel·leta sobre un músic, de set capítols, poc coneguda de Tolstoi, traduïda al català inicialment l'any 1904 per Biblioteca Nova Catalunya i reeditada el 1930 a Sabadell

Tolstoi va tenir un gran reconeixement en vida. Guerra i pau i Anna Karènina van obtenir una gran fama, a més de les novel·les breus La mort d'Ivan Ilitx i Khadjí-Murat. Dostoievski el considerava el més gran novel·lista viu. Gustave Flaubert s'exclamava: «Quin artista i quin psicòleg!». Anton Txékhov, que solia visitar Tolstoi a la casa de camp, va escriure: «Quan la literatura posseeix un Tolstoi, resulta fàcil i plaent ser escriptor; fins i tot quan saps que tu mateix no has aconseguit res i continues sense aconseguir res, no és tan terrible com podria ser, perquè Tolstoi ho aconsegueix per tothom. El que ell fa serveix per justificar totes les esperances i aspiracions invertides en la literatura». Autors i crítics posteriors van continuar lloant el seu art: Virginia Woolf va arribar a declarar-lo «el més gran novel·lista» i James Joyce observava: «No és mai avorrit, estúpid, cansat, pedant ni teatral!». Thomas Mann va escriure, sobre la seva mestria sense pal·liatius: «Rara vegada l'art ha treballat de manera tan semblant a la natura». Aquests sentiments semblen compartits, si més no en part, per molts altres; per exemple, Marcel Proust, William Faulkner, Vladímir Nabókov. Aquest últim elogiava sense parar Anna Karènina i La mort d'Ivan Ilitx, però posava en qüestió la reputació de Guerra i pau o criticava amb duresa Resurrecció i La sonata a Kreutzer.
Les novel·les autobiogràfiques de Tolstoi, Infantesa, Adolescència i Joventut (1852-1856), les primeres que va publicar, parlen del fill d'un ric propietari rural i de la lenta presa de consciència de les diferències entre ell i els pagesos. Malgrat que més endavant va renegar d'aquests llibres per sentimentals, contenen una bona part de la seva vida i mantenen una certa vigència, si es considera que giren entorn d'un motiu d'interès universal, com és el fet de créixer i convertir-se en adult. Hi ha d'altres episodis biogràfics que tenen un efecte en l'obra i en l'evolució del pensament: per exemple, Tolstoi va ser subtinent d'artilleria durant la Guerra de Crimea, tal com explica a Apunts de Sebastòpol. L'experiència de combat va impulsar el seu pacifisme i li va fornir material per a un retrat realista dels horrors de la guerra en obres posteriors.

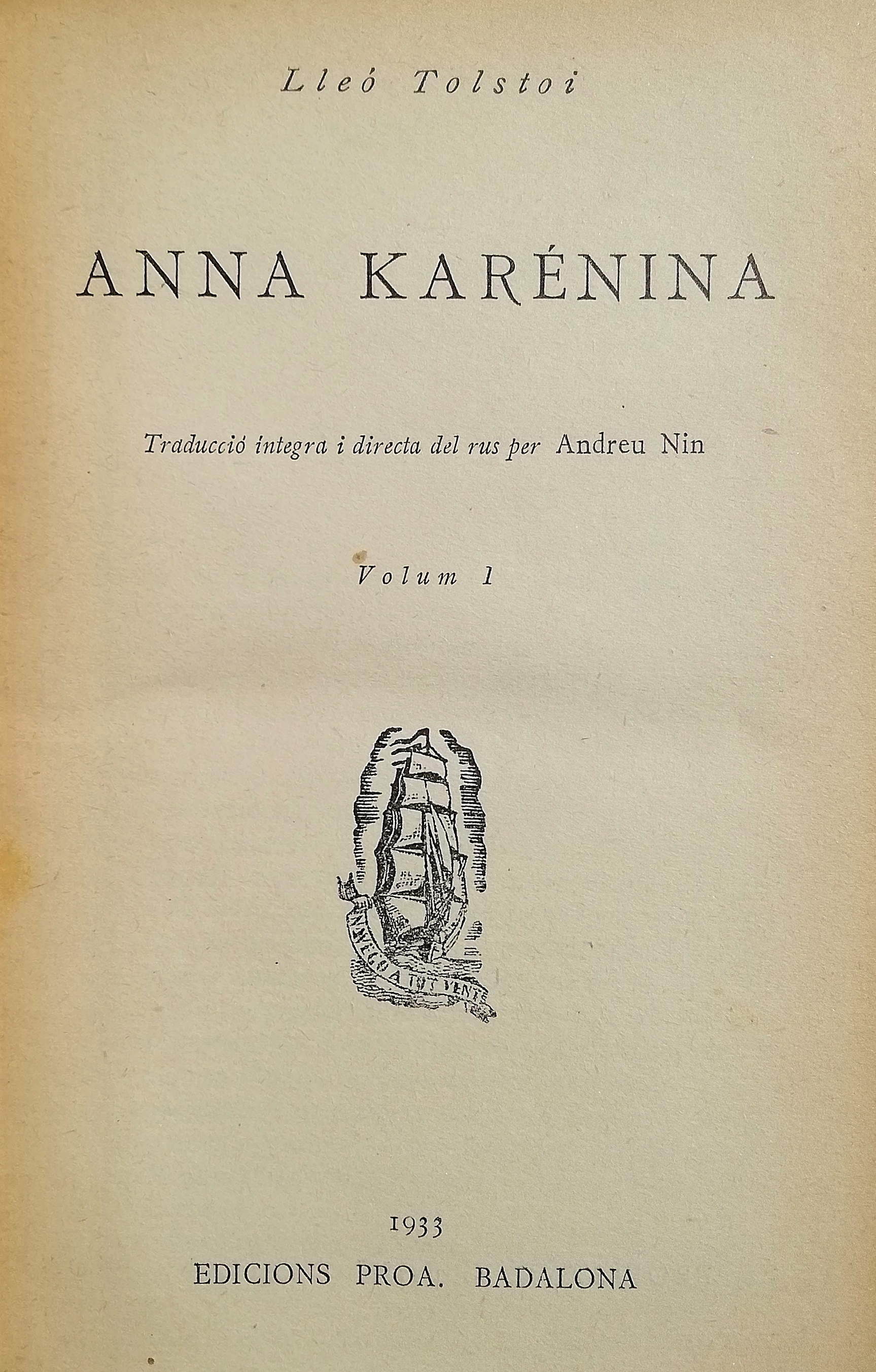
Анна Каренина (Anna Karènina) traduïda al català per Andreu Nin i publicada a Barcelona l'any 1933, dins la col·lecció A tot vent

En l'obra de ficció reprodueix de manera realista la societat russa en què va viure. A Els cosacs (1863) descriu la vida del poble cosac servint-se de la història d'un aristòcrata rus enamorat d'una jove cosaca. Anna Karènina (1877) parla de les històries paral·leles d'una dona adúltera atrapada per les convencions i falsedats de la societat i d'un terratinent filòsof (força semblant a Tolstoi), que treballa amb els seus pagesos i mira de reformar-ne les vides. Altres personatges semblants a l'autor són Pierre Bezúkhov i el Príncep Andrei de Guerra i pau; Levin d'Anna Karènina i, en certa manera, el Príncep Nekhliúdov de Resurrecció.
Se sol considerar Guerra i pau com una de les millors novel·les escrites, d'una força i una unitat impressionants. Inclou 580 personatges, molts d'ells històrics, altres de ficció. Entre els escenaris hi ha el quarter general de Napoleó, la cort d'Alexandre I de Rússia i els camps de batalla d'Austerlitz i Borodinó. La idea original del llibre era investigar les causes de la revolta fallida del desembre de 1825, en què alguns militars van intentar implantar reformes liberals. En els darrers capítols s'hi fa referència, i es pot deduir que el fill d'Andrei Bolkonski s'afegirà als desembristes. Tolstoi no considerava Guerra i pau com una novel·la sinó com «èpica en prosa». De fet, tampoc no trobava que gran part de les obres de ficció russes del seu temps ho fossin. Aquesta visió esdevé menys sorprenent si es té present que Tolstoi era un autor realista i considerava la novel·la com un marc per examinar les qüestions polítiques i socials del segle xix.
En canvi Tolstoi veia en Anna Karènina la seva primera novel·la de veritat, i de fet és una de les millors novel·les realistes. Després d'Anna Karènina es va concentrar en temes cristians. Les últimes novel·les, com La mort d'Ivan Ilitx (1886) i Aleshores què hem de fer? desenvolupen una filosofia cristiana anarco-pacifista que li va costar l'excomunió de l'Església Ortodoxa Russa el 1901.
Malgrat totes les lloances que va rebre com a autor de dos pilars de la civilització russa, Anna Karènina i Guerra i pau, Tolstoi en va renegar al final de la seva vida, per no considerar-les tan autèntiques. Defensa aquest argument a La mort d'Ivan Ilitx, en la qual el protagonista principal lluita contínuament contra la família i els criats, exigint, més encara que l'aigua i el menjar necessaris per seguir viu, honestedat. Aquesta ànsia tolstoiana de representar la pura realitat apareix en frases com ara:

L'heroi de la meva novel·la, el que estimo amb totes les forces de l'ànima, el que m'he esforçat a reproduir en tota la seva bellesa i el que ha estat sempre, és i serà meravellós, és la veritat.

### Llista d'obres
- Novel·les

- La infantesa (Детство [Detstvo]; 1852)

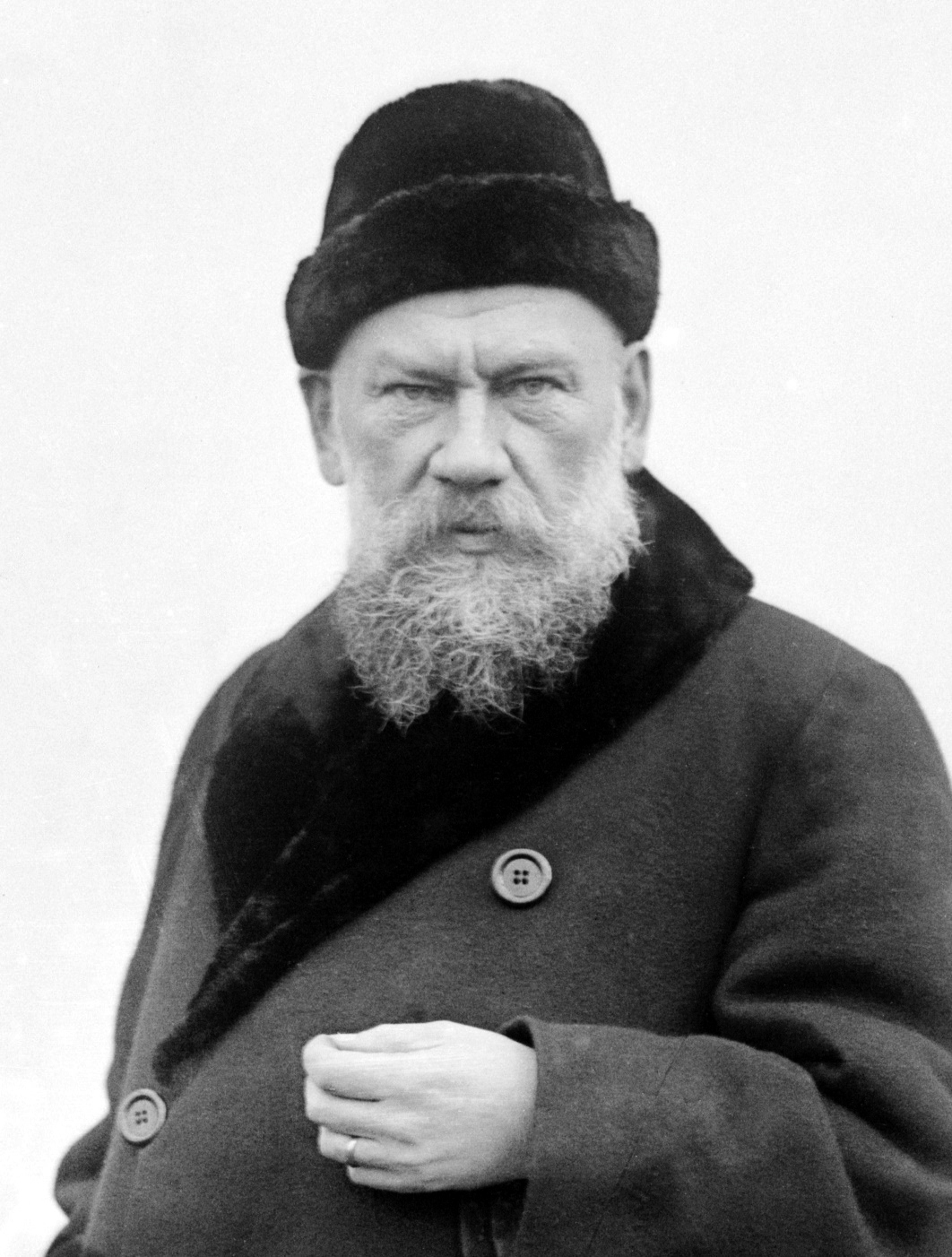
Tolstoi en una foto dels darrers anys

- L'adolescència (Отрочество [Otrótxestvo]; 1854)
- La primera joventut (Юность [Iúnost]; 1857)
- Felicitat conjugal (Семейное счастие [Seméinoie stxàstie]; novel·leta, 1859).
- Els cosacs (Казаки [Kazaki]; 1863).
- Guerra i pau (Война и мир [Voinà i mir]; 1865–1869)
- Anna Karènina (Анна Каренина [Anna Karénina]; 1875-77)
- La mort d'Ivan Ilitx (Смерть Ивана Ильича [Smert Ivana Ilitxà]; novel·la, 1887)
- Sonata a Kreutzer (Крейцерова соната [Kréitserova sonata]; 1889)
- Resurrecció (Воскресение [Voskressénie]; 1899).
- Khadjí-Murat (Хаджи-Мурат [Khadjí-Murat]; escrita el 1896-1904, publicada el 1912).

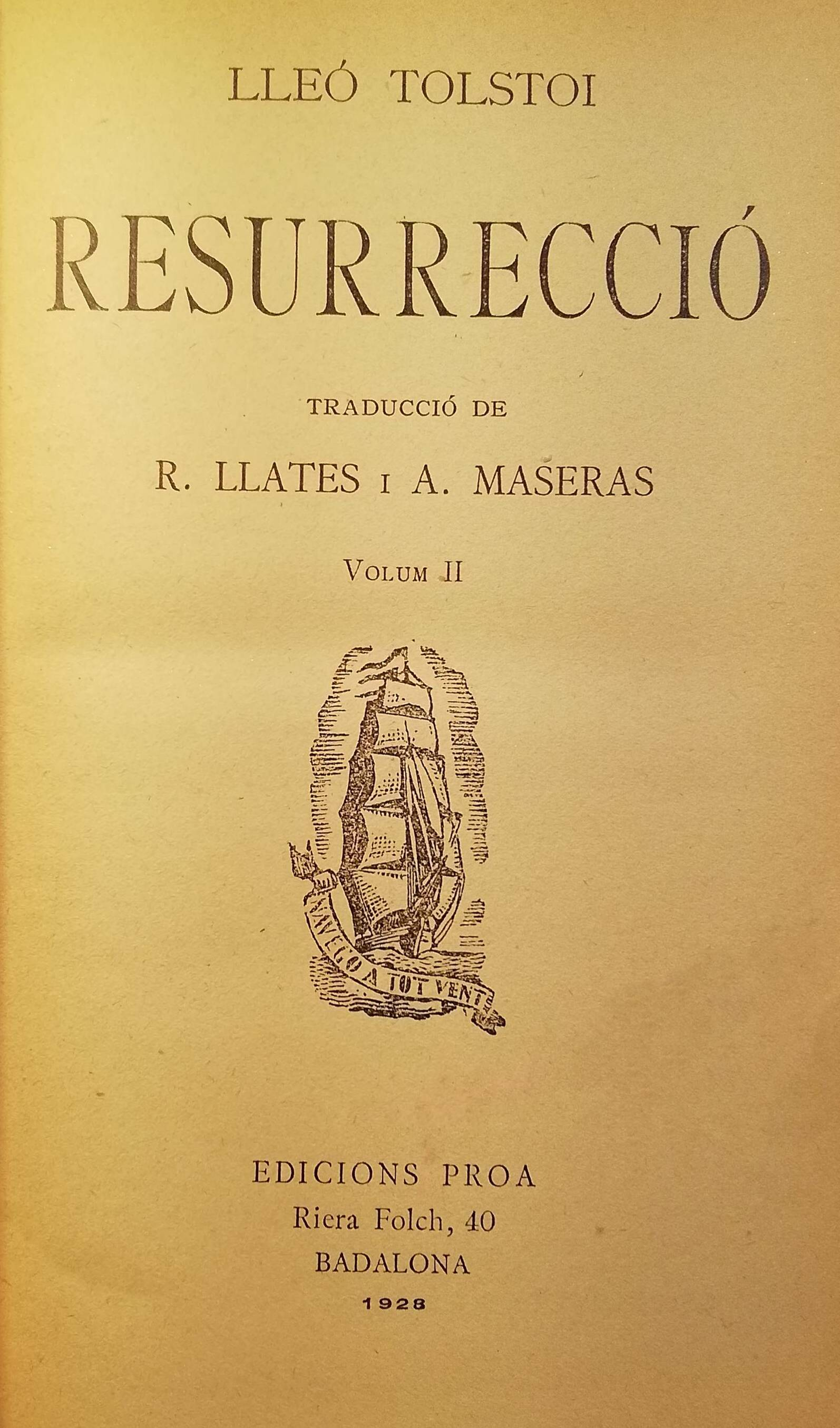
Resurrecció (Воскресение) de Tolstoi en la traducció catalana de R. Llates i Alfons Maseras publicada a Badalona l'any 1928, dins la col·lecció A tot vent

Històries curtes
- La ràtzia (Набег [Nabeg]; 1852).
- Relats de Sebastopol' (Севастопольские рассказы [Sevastópolskie rasskazi]; 1855-56).
- Polikuixka (Поликушка [Polikuixka]; 1863)
- El presoner al Caucas (Кавказский пленник [Kavkazski plénnik]; 1872)
- La història d'un cavall (Холстомер [Kholstomer]; 1864, 1886)
- Amo i criat (Хозяин и работник [Khoziain i rabótnik]; 1895)
- El pare Sergi (Отец Сергий [Otets Sergui]; (1898)

- Altres

- El poder de les tenebres (Власть тьмы [Vlast tmi]; tragèdia, 1886), traducció catalana de Joan Puig i Ferreter amb el títol El domini de les tenebres.
- Els fruits de la ciència (Плоды просвещения [Plodí prosvesxénia]; comèdia, 1889), traducció catalana de Narcís Oller el 1913.
- El cadàver viu (Живой труп [Jivoi trup] (1900), traducció catalana de Narcís Oller amb el títol de El mort en vida.

- No ficció

- Confessió (Исповедь [Íspoved]) (1882), traducció al català de Miquel Cabal a Angle Editorial el 2013.
- En què consisteix la meva fe? (també anomenada La meva religió) (В чём моя вера? [V txom moià vera?]) (1884) Text complet Arxivat 2007-03-11 a Wayback Machine.
- El Regne de Déu és dins vostre (1893)
- Què és l'art? (1896)
- Carta als liberals (1898)
- La llei de l'amor i la llei de la violència; publicada el 1940 Text complet
- El dimoni (Дьявол [Diàvol]) (1911)

## Obra en català

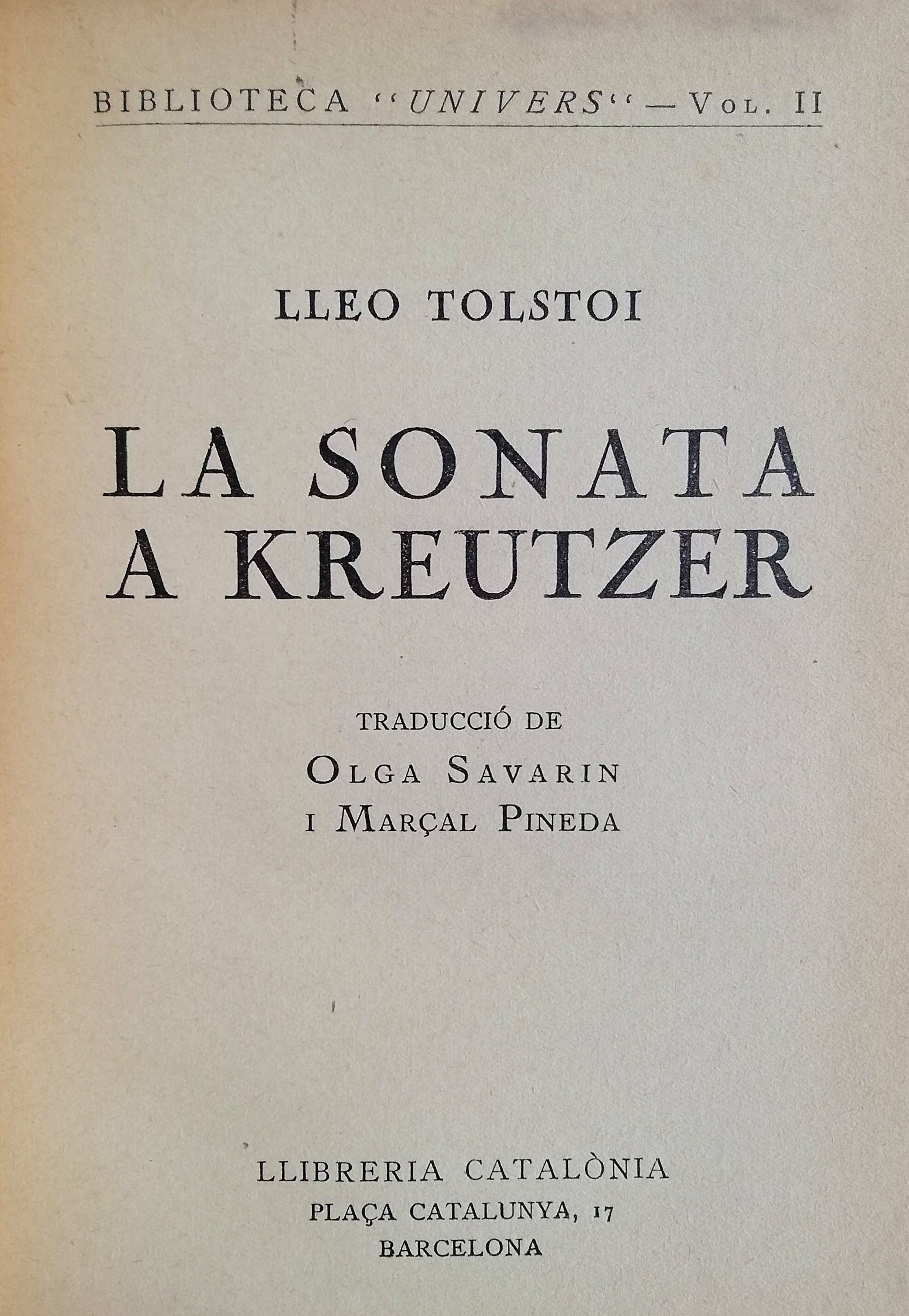
La Sonata a Kreutzer (Крейцерова соната) de Tolstoi, traducció catalana publicada a Barcelona l'any 1928 dins la col·lecció Biblioteca Univers

G. O. Schanzer comptabilitzà, entre el segle xix i l'any 1965, 29 edicions d'obres de Tolstoi traduïdes al català. Segons ell, Barcelona i València ocuparen el primer lloc en la importació de cultura eslava a la península Ibèrica. El primer traductor de Tolstoi al català fou Narcís Oller (Un llibre trist —relats—, 1897; La mort en vida, 1910; Els fruits de la ciència, 1913), traduïda a partir de la versió francesa. També, unes de les primeres traduccions de Tolstoi foren contes, l'any 1903 en dos volums publicats per la Biblioteca Popular de L'Avenç, traduïts per Joaquim Casas i Carbó. L'any 1904 dins la Biblioteca Nova Catalunya publicaren El Cant del Cigne, dins el volum VI de la col·lecció, traduït per Antoni Campmany i Ayné. Joan Puig i Ferreter, Carles Capdevila i Recasens, Andreu Nin i Francesc Payarols traduïren també Tolstoi al català. En la difusió de l'obra tolstoiana tingué un paper important l'editorial Proa, amb la seva col·lecció A tot vent, que va publicar Resurrecció l'any 1928, Els cosacs l'any 1933 i els quatre volums d'Anna Karènina l'any 1933. Més recentment, en la segona dècada del segle XXI, Comanegra va publicar un recull de contes de Tolstoi, seleccionats i traduïts al català per Marta Nin. El títol d'aquest volum és Quanta terra necessita una persona.